# Singapore Cup 2014
Der Singapore Cup 2014, aus Sponsorengründen auch als  RHB Singapore Cup bekannt, war die 17. Austragung des Fußball-Pokalwettbewerbs für singapurische Vereinsmannschaften und geladene Mannschaften. In dieser Saison nahmen insgesamt 16 Mannschaften teil. Titelverteidiger war Home United.

## Teilnehmer
Insgesamt nahmen 16 Mannschaften teil, elf Vereine aus der S. League sowie fünf eingeladene Vereine aus Laos, Kambodscha und den Philippinen. Die Young Lions aus der S. League nahmen nicht teil.
| S. League 11 Vereine der S. League | Eingeladene Vereine |
| - Albirex Niigata (Singapur) - Balestier Khalsa - Brunei DPMM FC - Geylang International - Harimau Muda B - Home United - Hougang United - Tampines Rovers - Tanjong Pagar United - Warriors FC - Woodlands Wellington | Aus Laos - SHB Champasak Aus den Philippinen - Global FC - Loyola Meralco Sparks Aus Kambodscha - Svay Rieng - Nagacorp FC |

## Vorrunde

### Pool A
| Datum        |                      | Ergebnis              |                       |
| ------------ | -------------------- | --------------------- | --------------------- |
| 26. Mai 2014 | Tanjong Pagar United | 1:0                   | Hougang United        |
| 27. Mai 2014 | Woodlands Wellington | 1:5                   | Geylang International |
| 27. Mai 2014 | Warriors FC          | 1:3                   | Balestier Khalsa      |
| 29. Mai 2014 | Harimau Muda B       | 1:1 n. V. (5:6 i. E.) | Tampines Rovers       |

### Pool B
| Datum        |                       | Ergebnis |                            |
| ------------ | --------------------- | -------- | -------------------------- |
| 28. Mai 2014 | Svay Rieng            | 0:3      | Albirex Niigata (Singapur) |
| 30. Mai 2014 | Home United           | 5:0      | Nagacorp FC                |
| 31. Mai 2014 | Global FC             | 0:7      | Brunei DPMM FC             |
| 1. Juni 2014 | Loyola Meralco Sparks | 7:1      | SHB Champasak              |

## Viertelfinale
| Datum                 |                            | Gesamt          |                       | Hinspiel | Rückspiel |
| --------------------- | -------------------------- | --------------- | --------------------- | -------- | --------- |
| 27. Juni/1. Juli 2014 | Tampines Rovers            | 8:3             | Tanjong Pagar United  | 4:2      | 4:1       |
| 28. Juni/2. Juli 2014 | Balestier Khalsa           | 2:2 (4:3 i. E.) | Geylang International | 2:1      | 0:1 n. V. |
| 29. Juni/4. Juli 2014 | Albirex Niigata (Singapur) | 4:6             | Brunei DPMM FC        | 3:4      | 1:2       |
| 30. Juni/3. Juli 2014 | Home United                | 4:1             | Loyola Meralco Sparks | 2:0      | 2:1       |

## Halbfinale
| Datum                  |                 | Gesamt          |                  | Hinspiel | Rückspiel |
| ---------------------- | --------------- | --------------- | ---------------- | -------- | --------- |
| 22./25. September 2014 | Tampines Rovers | 2:2 (1:4 i. E.) | Balestier Khalsa | 2:1      | 0:1       |
| 23./26. September 2014 | Home United     | 4:3             | Brunei DPMM FC   | 1:1      | 3:2       |

## Spiel um Platz 3
| Datum            |                 | Ergebnis |                |
| ---------------- | --------------- | -------- | -------------- |
| 6. November 2014 | Tampines Rovers | 1:2      | Brunei DPMM FC |

## Finale
| Datum            |                  | Ergebnis |             |
| ---------------- | ---------------- | -------- | ----------- |
| 7. November 2014 | Balestier Khalsa | 3:1      | Home United |

| Paarung  | Balestier Khalsa – Home United                                                                            |
| Ergebnis | 3:1 (2:0)                                                                                                 |
| Datum    | 7. November 2014                                                                                          |
| Stadion  | Jalan Besar Stadium, Singapur                                                                             |
| Tore     | 1:0 Goran Ljubojević (15.) 2:0 Kim Min-ho (28., Elfmeter) 3:0 Park Kang-jin (89.) 3:1 Sirina Camara (90.) |